# Their Island of Happiness
Their Island of Happiness è un cortometraggio muto del 1915. Il nome del regista non viene riportato nei credit del film che, prodotto dalla Big U (Universal Film Manufacturing Company), aveva come interpreti Ray Gallagher, Edna Maison, Beatrice Van.

## Trama
Avendo ereditato una fortuna, Robert Belden si adegua subito alle nuove abitudini e alle nuove amicizie di alto censo che la notevole ricchezza di cui può disporre gli permette. Non così sua moglie Helen, donna di gusti semplici e di alto valore morale. Quando le giunge voce che il marito ha un'amante, lei lo rimprovera ma lui scarica la responsabilità di tutto su di lei, che ritiene non all'altezza della loro nuova posizione sociale. Helen, quando il marito esce di casa, giunge alla conclusione che il loro rapporto non ha più un futuro e lo lascia. Tornato a casa, Robert la trova vuota e, pentito, cerca in ogni dove la moglie che però sembra scomparsa nel nulla.

Passano dieci anni. Helen è diventata infermiera e vive in un lebbrosario delle Filippine, su un'isola che nessuno dei residenti potrà mai lasciare. Un giorno, legge sul giornale che Robert si trova a Manila, tappa di un viaggio intorno al mondo. Non avendogli perdonato la sua infedeltà, pensa di vendicarsi di lui. Corrompendo un pescatore, riesce a evadere dall'isola e ad arrivare a Manila, dove si reca nell'albergo del marito. Qui, ha in mente di farsi trovare insieme a lui che, dopo essere stato a contatto con lei, sarà ritenuto anche lui un intoccabile e, secondo la legge, dovrà finire i suoi giorni membro della colonia dell'isola. Quando Robert rivede la moglie, è sopraffatto dalla gioia e i suoi racconti di come l'abbia cercata dovunque in quegli anni convincono Helen della sua sincerità. Così, all'arrivo degli agenti del lebbrosario, la donna dice loro che Belden non l'ha mai toccata e si appresta a lasciarlo per sempre, andandosene insieme ai suoi guardiani. Ma Robert non resiste e, abbracciandola, la bacia ardentemente, segnando così il proprio destino. I due, di nuovo insieme, vivranno i loro ultimi anni in quella che per loro sarà l'isola della felicità.

## Produzione
Il film fu prodotto dalla Universal Film Manufacturing Company.

## Distribuzione
Distribuito dalla Universal Film Manufacturing Company, il film - un cortometraggio in due bobine - uscì nelle sale statunitensi il 21 gennaio 1915.